# Ballade cuntre lo Anemi francor
Ballade cuntre lo Anemi francor è il terzo album della band francese Peste Noire pubblicato il 27 marzo 2009.

## Tracce
1. Neire peste – 1:58
2. La mesniee mordrissoire – 6:07
3. Ballade cuntre les anemis de la France - de François Villon – 6:29
4. Concerto pour cloportes – 1:29
5. La France bouge - par K.P.N. (chant de l'Action française) – 0:48
6. À la mortaille! – 4:39
7. Vespre – 1:57
8. Rance Black Metal de France – 6:42
9. Requiem pour Nioka (à un berger-allemand) – 1:41
10. Soleils couchants - de Verlaine – 7:12

## Formazione
- La Sale Famine de Valfunde (Famine) - composizione, voce, chitarre, armonica
- Sainte Audrey-Yolande de la Molteverge (Audrey Sylvain) - voce, pianoforte, organo, composizione (tracce 4, 7 e 9)
- Andy Julia - batteria
- Ragondin - basso